# Pipunculus rokotensis
Pipunculus rokotensis är en tvåvingeart som först beskrevs av Ouchi 1943.  Pipunculus rokotensis ingår i släktet Pipunculus och familjen ögonflugor. Inga underarter finns listade i Catalogue of Life.